# Afonso Baldaya

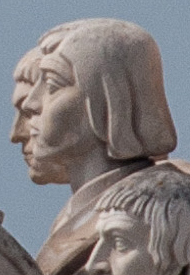
Wizerunek Baldaya jako część Pomnika Odkrywców

Afonso Gonçalves Baldaya lub Alfonso Goncalves Baldaia (daty urodzenia i śmierci nieznane) – XV-wieczny portugalski podróżnik i odkrywca rodem z Porto, podczaszy na dworze księcia Henryka Żeglarza. Dowodził wyprawą złożoną z dwóch statków, które w drodze na południe przekroczyły Zwrotnik Raka, po raz pierwszy w dziejach europejskich odkryć geograficznych.
Był jednym z kapitanów ekspedycji Gila Eanesa, która na polecenie księcia Henryka wyruszyła w roku 1435 wzdłuż zachodnich wybrzeży Afryki z zadaniem osiągnięcia przylądka Bojador. Wyprawa (czternasta po trzynastu nieudanych) zakończyła się powodzeniem.
W 1436 roku Baldaya pożeglował, już jako samodzielny dowódca ekspedycji, 50 lig (około 280 km) dalej na południe, przekraczając Zwrotnik Raka, czyli mijając granicę strefy wpływów muzułmanów i wrócił przywożąc do Lizbony znaczną ilość foczych skór. Był to pierwszy towar z wybrzeża afrykańskiego, jaki został zdobyty bez arabskiego pośrednictwa. Z następnych wypraw statki portugalskie przywoziły złoto, kość słoniową i niewolników.
Minięcie przylądka Bojador uważa się powszechnie za pierwszy krok na drodze do wytyczenia przez portugalskich żeglarzy drogi do Indii.